# Louise Szpindel
Louise Szpindel (* 2. Januar 1988) ist eine französische Schauspielerin.

## Leben
Aufgewachsen als Tochter eines Regisseurs und Casting Directors, erwuchs Szpindels Interesse für das Kino, weil sie in ihrer Kindheit ihrem Vater beim Anschauen von Probeaufnahmen zusah und ihm hinter der Kamera assistierte. Ohne entsprechende Ausbildung ging sie nach einigen Nebenrollen in Fernsehserien im Jahr 2001 zum Casting für den Film Fleurs de sang von Alain Tanner und Myriam Mézières, in dem sie dann die Rolle der 14-jährigen Pam spielte.
Als Hauptdarstellerin in dem Fernsehfilm Die Sprinterin (Des épaules solides) von Ursula Meier, der vom Sender Arte für dessen Reihe Masculin/Féminin in Auftrag gegeben worden war, fiel Szpindel der Regisseurin Magaly Richard-Serrano auf, die sie für ihre erste Kino-Hauptrolle als Boxerin Angie im Film Dans le cordes engagierte.
Die „Brünette mit dem katzenhaften Aussehen“ spielte ihre Figur physisch und reizbar, „mit der Intensität eines Kinnhakens“ und erregte dadurch Aufsehen bei Produzenten. Canal+ engagierte sie für die zwei Serien Rien dans les poches und Mafiosa.

## Auszeichnungen
- 2008: César: Vorauswahl Show Me Révélations zu Meilleur espoir féminin – Dans les cordes[3]
- 2007: Festival Premiers Plans d'Angers: Prix „Mademoiselle Ladubay“ d'interprétation  – Dans les cordes[4]
- 2003: Festival de Sevilla: Giraldillo de Plata – Die Sprinterin[5]
- 2002: Festival Tous Écrans Genf: Prix Richemond d’interprétation féminine – Die Sprinterin[6]

## Filmografie (Auswahl)

### Kinofilme
- 2001: Fleurs de sang
- 2006: Dans les cordes
- 2010: Rebecca H. (Return to the Dogs)
- 2013: Les lendemains
- 2013: Liebeskämpfe (Mes seánces de lutte)

### Fernsehproduktionen
- 2002: Die Sprinterin
- 2003: Die Bestie der alten Berge (La bête du Gévaudan)
- 2004: Unter uns (Quelques jours entre nous)
- 2007: Les Diablesses
- 2008: Rien dans les poches
- 2008: Mafiosa (2. Staffel)
- 2014: Alex Hugo, la mort et la belle vie
- 2015: Aus Liebe zum Tier (La vie des bêtes)

## Theater
- 2009 Leaves, Théâtre National de Bretagne (Rennes)